# Wheelerigobius
Wheelerigobius  é um género de peixe da família Gobiidae e da ordem Perciformes.

## Espécies
- Wheelerigobius maltzani (Steindachner, 1881)[3]
- Wheelerigobius wirtzi (Miller, 1988)[4][5][6][7][8][9][10][11]